# Соловйова Світлана Дмитрівна
Світлана Дмитрівна Соловйо́ва (нар. 29 серпня 1950, ст. Підгородна Первомайського району Миколаївської області, Українська РСР, СРСР) — українська акторка театру та кіно. Заслужений артист України (1983).

## Життєпис
У 1975 закінчила Харківський театральний інститут (викладачі: О. Глаголін, В. Чистякова, Л. Тарабаринов), відтоді працює у Харківському державному академічному українському драматичному театрі імені Тараса Григоровича Шевченка з перервою в роботі у 1993—1998 роки, коли вона викладала акторську майстерність у Харківській школі сучасних театрально-сценічних напрямів.
За півстоліття служіння єдиному у своєму житті театру Світланою Соловйовою створено яскраву галерею класичних і сучасних героїнь — інтонаційно багатих, а в прояві почуттів — рельєфно багатобарвних. Розкішний оксамит голосу і широкий жанровий діапазон, оволодіти яким здатна лише акторка, яка глибоко розуміє суть сценічного трактування п'єси такими різними режисерами, якими були Анатолій Літко, Ізакін Гріншпун, Володимир Петров, Лесь Сердюк, Володимир Оглоблін. Якщо спробувати поділити творчість Світлани Дмитрівни на періоди, то першим можна назвати, найплідніший представлений галереєю різнопланових персонажів, що завершився чудово зіграною роллю Насті у «Млині щастя», поставленому за п'єсою Віктора Мережка режисером Володимиром Петровим. На превеликий жаль, Володимир Петров невдовзі розпочинає постановочну практику в Київському драматичному театрі ім. Л. Українки. Л. Українки, а з його відходом «шевченківці» на кілька театральних сезонів залишаються без постійного художнього керівництва. У сценічному житті Світлани Соловйової настає другий, складний творчий період (утім, цей час виявився непростим і для багатьох її колег). Звикнувши бути професійно керованою досвідченим режисером, актриса важко переживала нелегкий для неї час. Надії на зміни на краще з'явилися з приходом у театр нового творчого лідера. Світлана Дмитрівна не отримувала великих ролей у виставах Олександра Біляцького, але створені нею епізодичні ролі були натхненно красиві. Як приклад — княжна Рєпніну, прекрасно зіграна у виставі «Шлях» З. Сагалова, Джеральдіну з «705 днів до Нюрнберга» З. Сагалова та Терезу в «Кріпосному батьку» за романом Маріо П'юзо. Трохи пізніше, гідно увійшовши в виставу шевченківців «Міна Мазайло» М. Куліша, вона іскрометно зіграє гострохарактерну тітку Мотю Расторгуєву. Дві ролі на початку третього періоду, які допомогли Світлані, як то кажуть, на повен зріст піднестися на сцені, — це Регіна в «Королі Лірі» (режисер Ігор Борис) і Раневська у «Вишневому саду» (режисер Володимир Кучинський). Знову вражала воістину музична точність емоційної виразності двох абсолютно різних трактувань героїнь із драм В. Шекспіра та О. Чехова. Регіна і Раневська стали ще одним доказом того, що досконале перевтілення акторки у створюваний сценічний образ відбувається тільки відповідно до вміння режисера аналізувати глибокий задум п'єси. Збіг погляду акторки і режисера на роль і є результат творчого взаєморозуміння у визначенні конкретної мети. Рідкісний актор досягає на сцені метафоричного тлумачення ролі, але Світлані це завжди вдається. Саме ця важлива складова частина другого плану ставала символічним значенням кожної ролі Світлани Дмитрівни. Особливо сильно це видно в «Дуже простій історії» М. Ладо (Кінь) і в абсолютно несподіваній подачі вікової ролі баби Присі з «На початку і в кінці часів» П. Ар'є. Пронизливо зіграна не роль, а саме доля колишньої зв'язкової партизанського загону, яка відмовилася виїхати з Чорнобильської зони. Упродовж усієї вистави Соловйова тримала в напрузі глядачів, а трагічною кульмінацією стала гнівна молитва, з таким внутрішнім надривом звернена до глядацької зали, що ставало ніяково вже від перших слів: «… Зведи, Господи, гнів свій на сучих дітей цих і придай їх анафемі». Складна за емоційним напруженням роль стала ще однією перемогою акторки і сильною домінантою в сценічній версії найскладнішої п'єси Павла Ар'є.

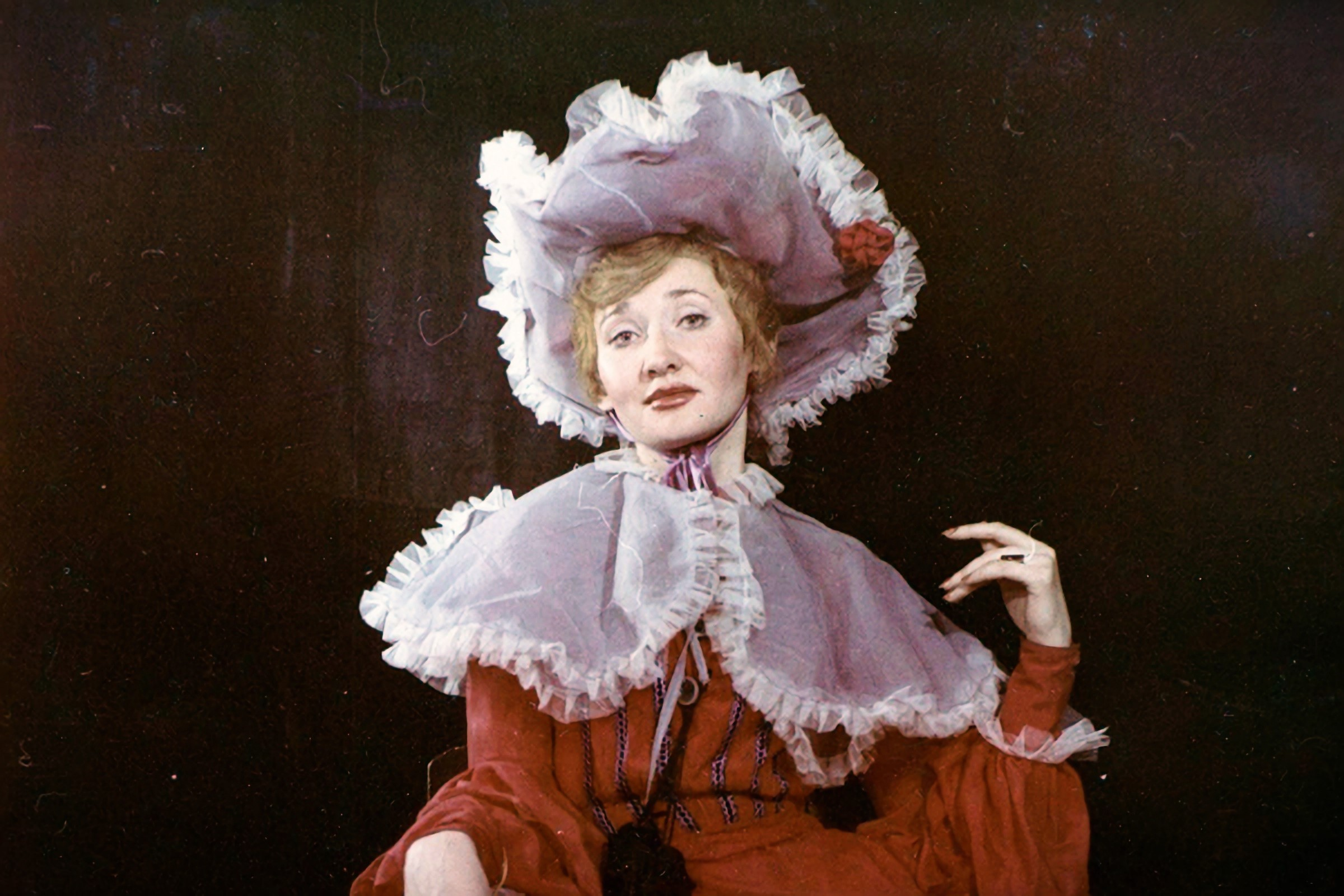
Світлана Дмитрівна Соловйова в ролі сільської вчительки Нонни Юріївни у виставі «Не стріляйте в білих лебедів», реж. А.Літко. 1977 рік

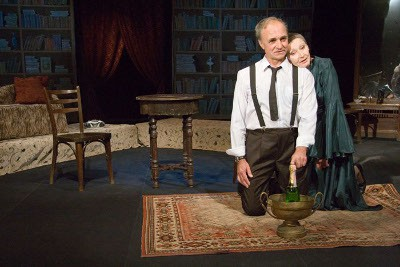
Заслужена артистка Україны Світлана Соловйова і Заслужений артист України Євгеній Плаксін.
Прем'єра вистави «Осінні квіти» реж. — О.Балабан 5 липня 2007 року.

## Театральні роботи
- Проня («За двома зайцями» М. Старицького),
- Таня («Прощання у червні» О. Вампілова),
- Сюзон («Вісім люблячих жінок» Р. Тома),
- Настя («Млинщастя» за п'єсою В. Мережка «Пролетарський млин щастя»),
- Пистонька («Отакзагинув Гуска» М. Куліша),
- Тереза («Хрещений батько» за романом М. Пьюзо),
- Регана («Король Лір» В. Шекспіра),
- Мотря («Шельменко-Денщик» Г. Квітки-Основ'яненка),
- Ранєвська («Вишневий сад» А. Чехова),
- В'язень («Один день Івана Денисовича» за О. Солженіциним),
- Кобила («Дуже проста історія» М. Ладо),
- Вілена («Осінні квіти» О.Погребінської)[5]
- Іда («Дівчатник на кладовищі» А. Менчелла),
- Баба Пріся («На початку і наприкінці часів» П. Ар'є).

## Рецензії
- Ми віримо в неї / Я. Резніков // Український театр. 1978. № 3. С. 19–20;
- А лучшие роли, верим, — впереди / О. Аннічев // Время. 2010. 31 авг.;
- Певица грусти и восторга / О. Седунова // Харьковские известия. 2010. 4 окт.;
- Девичник на кладбище / Ю. Коваленко // Харьковские известия. 2013. 15 янв.;
- Жизнь на сцене / Аннічев О. // Время. 2015. 27 авг.